# CNAPS-stadion
Het CNAPS-stadion is een multifunctioneel stadion in Antananarivo, een stad in Madagaskar. Het stadion wordt vooral gebruikt voor voetbalwedstrijden. In het stadion is plaats voor 15.000 toeschouwers.